# Байтуганово (Граховський район)
Байтуга́ново (рос. Байтуганово) — присілок в Граховському районі Удмуртії, Росія.

## Населення
Населення — 209 осіб (2010; 247 у 2002).
Національний склад станом на 2002 рік:
- удмурти — 96 %

## Господарство
В присілку діють початкова школа, садочок, клуб та фельдшерсько-акушерський пункт.

## Історія
За даними 10-ї ревізії 1859 року в присілку був 31 двір і проживало 215 осіб. До 1921 року присілок входило до складу Граховської волості Єлабузького повіту, потім — Можгинського повіту. 1924 року присілок відійшов до складу Верхньоігринської сільської ради.

## Урбаноніми[3]
- вулиці — Логова, Нова, Польова, Центральна
- провулки — Береговий